# 節度使
節度使（せつどし）は、中国古代の官職名。軍を指揮する皇帝の使い、という意味を有する。とりわけ唐代のものを指す場合が多く、律令に規定のない令外官だった。

## 概要
「節度使」の名称は、唐の睿宗の景雲2年（711年）に初出するもので、この職を受ける際に、朝廷から旌節（せいせつ、使者のしるしとして使者が持参する旗印で、からうしの尾を旗につけたもの）を与えられ、管轄する地域の軍政を節制することができた、という意味である。府兵制が崩れ、傭兵が増えてゆく中で、睿宗の次代にあたる玄宗の開元年間（713年 - 741年）に朔方（現在の内モンゴル自治区のオルドス地方）、隴右（現在の甘粛省南部、隴山の西方地域）、河東・河西の辺境の10の鎮にはすべて設置されている。
安史の乱以後はその対抗上、内地にも相次いで設置され、40から50の節度使が置かれ、多く按察使・安撫使・度支使
（収支の調整をはかる官職）などを兼任し、管轄区の「道」を支配し、軍事・民事・財政を統轄し、河北道節度使のように独立傾向を示すものも現れた。憲宗の弾圧で一時的に弱体化しているが、唐の衰退の原因の1つになっている。五代十国時代の諸国は節度使が樹立したもので、諸国はさらにその国内に節度使を分立し、よりいっそうの専横を極めるようになった。趙匡胤は宋建国後、節度使の有する権限の回収につとめ、藩鎮を形成していた彼らの仕事を、元のようにそれぞれの州にもどし、それ以降は、将帥、大臣、皇族や功績のある高官を顕彰する役職へとかわり、実体を失っている。遼や金でもこの官職が設置されている。元においては完全に廃止された。